# Kenreimon-in Ukyō no Daibu
Kenreimon-in Ukyō no Daibu (建礼門院右京大夫?; 1157) è stata una poeta giapponese di waka e nobildonna del tardo periodo Heian e del primo periodo Kamakura.

## Biografia
Proveniva dall'aristocratica famiglia Fujiwara. Suo padre era Fujiwara no Koreyuki, autore del più antico libro di calligrafia del Giappone, Yatsuruteikinshō (夜鶴庭訓抄?), e del primo commento al Genji monogatari, il Genji Monogatari Shaku. Sua madre era Yugiri, figlia di Ogami Motomasa e maestra di koto (strumento a corde giapponese). Tuttavia, il suo nome è sconosciuto perché Kenreimon-in Ukyō no Daibu è un esempio del cosiddetto nome di corte che le donne assumevano quando entravano nel servizio di palazzo, rifletteva il rango della donna e la posizione dell'uomo.
Nel 1173 (Jōan 3), all'età di 16 anni, prestò servizio al palazzo di mezzo dell'imperatore Takakura, come Ukyō no daibu dell'imperatrice Taira no Tokuko (Kenreimon-in). È possibile che sia arrivata a corte sotto il patrocinio di Fujiwara no Shunzei, e il soprannome di Ukyō no Daibu (letteralmente “Alto intendente di Ukyō”) deriva dalla carica politica ricoperta da Shunzei al momento del suo arrivo a corte.
Prestò servizio per meno di sei anni come dama di compagnia, durante questo periodo fu coinvolta sentimentalmente con Fujiwara Takanobu e Taira no Sukemori. Nell'autunno del 1178 lasciò la corte per qualche tempo per prendersi cura della madre malata, ma l'anno successivo la madre morì e Ukyō no Daibu andò a vivere con il fratellastro Son'en nel quartiere Nishiyama della capitale. La sua relazione con Takanobu si interruppe in quel periodo e lei si dedicò all'amore di Sukemori. Con le crescenti tensioni tra i Taira e il clan rivale dei Minamoto, tuttavia, la loro relazione ebbe vita breve. I Taira furono cacciati dalla capitale nel settimo mese del 1183 (secondo il calendario tradizionale giapponese) e Sukemori la lasciò, prima di annegare nella battaglia di Dan-no-Ura durante la Guerra Genpei nel 1185. Ukyō no Daibu appresa la notizia della morte dell'amante, intraprese un viaggio di commemorazione e in seguito entrò negli ordini religiosi insieme al fratello a Hosshō-ji.
Nel 1196 o 1197 tornò alla corte dell'imperatore Go-Toba, per poi entrare al servizio dell'imperatrice vedova Shichijō-in. Visse almeno fino al 1233, ma la sua data di morte è sconosciuta.

## Opera poetica
La Kenreimon-in Ukyō-no-daibu-shū (建礼門院右京大夫集?, Collezione Kenreimon-in Ukyō-no-daibu) è famosa in quanto descrive lo sfarzo della corte e la caduta della famiglia Heike dal punto di vista di una donna.
Si tratta di una collezione privata (家集?, kashū) di circa 360 poesie, creata all'inizio del periodo Kamakura, contenente lunghe poesie (kotobagaki) e canzoni, redatta intorno al 1232, quando Fujiwara no Teika ricevette dall'imperatore Go-Toba l'ordine di compilare un'antologia imperiale e Ukyō-no-daibu (all'epoca ultrasettantenne) presentò quest'opera dopo essere stata invitata dai poeti dell'epoca a produrre una propria raccolta. Questa raccolta di poesie rievoca con nostalgia lo splendore della giovinezza di Ukyō-no-daibu e il triste lutto per il suo amante Taira no Sukemori, considerato nemico della corte imperiale e morto a Dan-no-ura. Si dice che, durante la guerra del Pacifico, era una delle letture preferite dalle donne che vedevano i loro cari partire per la guerra.
Nel periodo Edo, Hanawa Hokiichi, preoccupato per la perdita di libri antichi, raccolse e compilò il Gunsho Ruijū che divideva la Kenreimon-in Ukyō-no-daibu-shū in volumi superiori e inferiori. Il volume superiore descrive l'eleganza della corte e il suo incontro con Taira no Sukemori, mentre il volume inferiore inizia con la scena tesa della caduta del clan Heike dal potere nella capitale.
Alcuni sostengono che sia l'autrice del Yamaji no Tsuyu (山路の露?, Gocce di rugiada su un sentiero di montagna), una delle opere supplementari al Genji monogatari.
Ventitré delle sue poesie furono incluse nelle raccolte imperiali a partire dallo Shin-chokusenshū, e le sue poesie furono incluse anche nel Fuboku Wakashō (夫木和歌抄?), nel Gyokuyōshū e in altre. Le dieci poesie dell'autrice incluse nel Gyokuyōshū sono indicative sia del suo stile poetico individuale sia dello stile di quell'antologia.